# Rękopiór

Herb Rękopiór w stylizacji Tadeusza Gajla

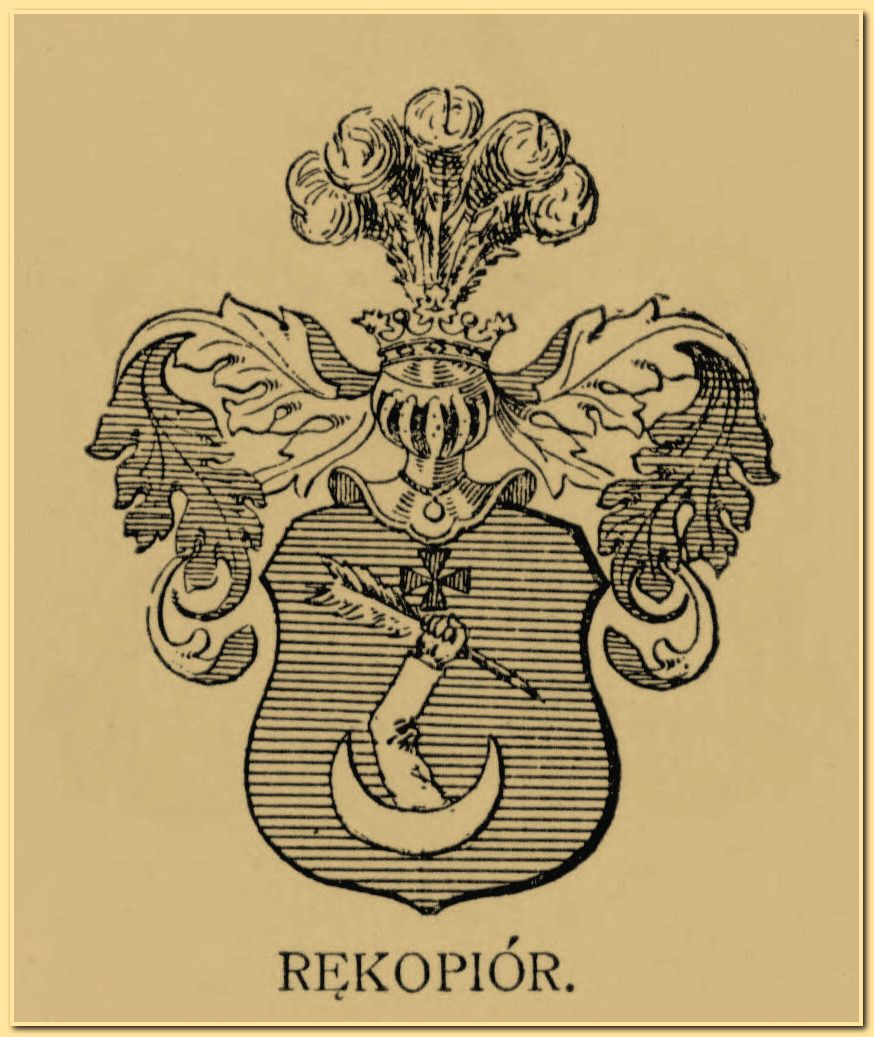
Herb Rękopiór według Juliusza Ostrowskiego

Rękopiór – polski herb szlachecki z nobilitacji.

## Opis herbu
Opis zgodnie z klasycznymi regułami blazonowania:

W polu błękitnym, pod czerwonym krzyżem kawalerskim na srebrnym półksiężycu, ręka w ubraniu trzymająca pióro gęsie do pisania prawo ukośnie ku dołowi.
Klejnot: Nad hełmem w koronie pięć piór strusich.
Labry błękitne, podbite srebrem.
Opis herbu z Księgi Herbowej Rodów Polskich J.Ostrowskiego:

W polu błękitnem – pod krzyżem kawalerskim czerwonym w środku półksiężyca srebrnego – ręka w ubraniu trzymająca pióro gęsie do pisania prawo ukośnie ku dołowi. Nad hełmem w koronie – pięć piór strusich.

## Najwcześniejsze wzmianki
Herb nadany razem z przywilejem nobilitacji Jackowi Ratajewiczowi w 1768, potwierdzony 20 stycznia 1769.

## Herbowni
Jedna rodzina herbownych (herb własny):
Ratajewicz.